# Giovanni Battaglin

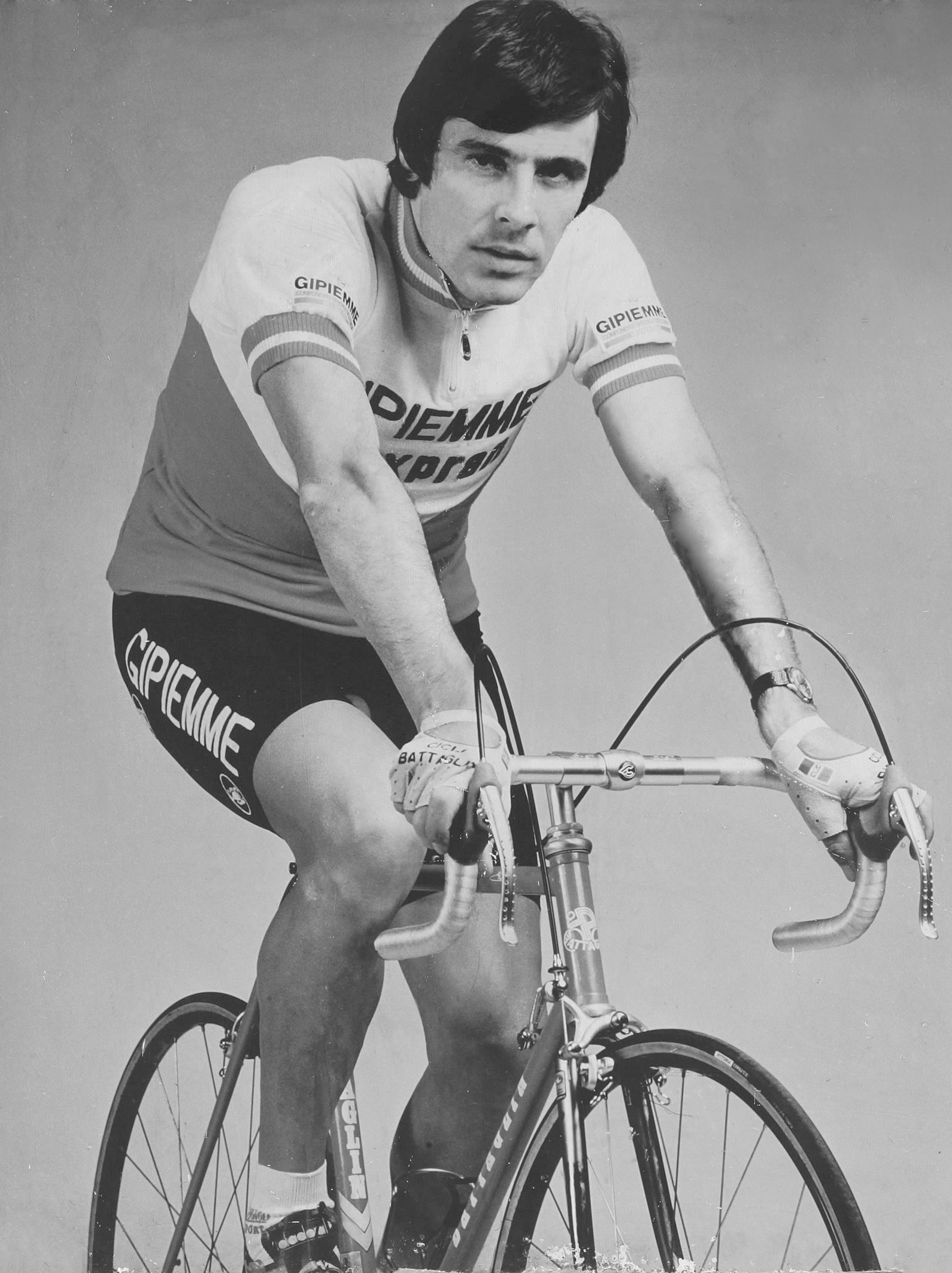
Giovanni Battaglin (1982)

Giovanni Battaglin (* 22. Juli 1951 in Marostica) ist ein ehemaliger italienischer Radrennfahrer. Sein größter Karriereerfolg war der Doppelsieg bei der Vuelta a España und dem Giro d’Italia im Jahr 1981.

## Werdegang
Battaglin begann erst mit 18 Jahren mit dem Radsport. Er fuhr binnen Kurzem für eine der besten italienischen Amateurmannschaften und gewann 1972 den Giro d’Italia Dilettanti. Angebote von renommierten Profiteams schlug Battaglin aus, um zusammen mit seiner bisherigen Mannschaft 1973 unter dem Namen Jolly Ceramica für ein Viertel des Gehalts, das er bei anderen Rennställen erhalten hätte ins Berufsfahrerlager zu wechseln.
Bei seinem Giro-Debüt 1973 machte er auf der achten Etappe auf sich aufmerksam, als er als Letzter einem Angriff von Eddy Merckx folgen konnte. Er beendete seine erste Grand Tour als Gesamtdritter. Nachdem er 1974 Sechster der Gesamtwertung wurde, trug er beim Giro d’Italia 1975 zwischenzeitlich das Maglia Rosa des Führenden, verlor es jedoch zwei Mal, einmal nach einem Defekt und ein weiteres Mal nach einem Einbruch in einem Bergzeitfahren. Auf sich allein gestellt verlor er auf einer Etappe in den ligurischen Küstenbergen weitere zehn Minuten und wurde nur 18. der Gesamtwertung, während sein Teamkollege Fausto Bertoglio Gesamtwertungssieger wurde.
Die anschließende Tour de France 1975 musste er aufgeben, war in den folgenden Jahren häufig krank und konnte deshalb an seine früheren Ergebnisse nicht anknüpfen. Nachdem das Team Jolly geschlossen worden war, wechselte Battaglin 1978 zu Inoxpran. Er musste den Giro d’Italia 1978 zwar nach einer Bronchitis aufgeben, gewann aber bei der folgenden Tour de Suisse drei Bergetappen in Folge. Die Tour de France 1979 beendete er als Bergwertungssieger und Gesamtsechster. Bei den UCI-Straßen-Weltmeisterschaften 1979 wurde er in der Spitzengruppe im Zielsprint zu Fall gebracht.
Nach einem erfolgreichen Jahr 1980, in dem er unter anderem Gesamtdritter des Giro d’Italia wurde, plante er die Vuelta a España 1981 zur Vorbereitung des damals noch unmittelbar folgenden Giro d’Italia zu bestreiten, was bedeute 7.300 Wettkampfkilometer in weniger als sieben Wochen zu fahren. Bei der schwach besetzen Spanienrundfahrt kam er zunehmend in Form und übernahm nach einem Zeitfahrsieg die Gesamtführung. So gewann er das als Vorbereitung gedachte Rennen. Nach einem Sieg auf der 19. Etappe übernahm er auf der extrem schweren 20. Etappe die Gesamtführung des Giro d’Italia, wobei er den Prototyp eines Dreifachkettenblatts verwendete. Er gewann damit nach der Spanien- auch die Italienrundfahrt.
Nach Ablauf der Saison 1984 beendete Battaglin seine aktive Radsportkarriere und gründete die Fahrradmanufaktur Battaglin Cicli.
Ebenfalls in Marostica gebürtig ist der Radrennfahrer Enrico Battaglin, der aber nicht mit Giovanni Battaglin verwandt ist.

## Wichtigste Siege
1974
- Giro dell’Appennino

1975
- zwei Etappen Giro d’Italia
- eine Etappe  Katalonien-Rundfahrt

1976
- eine Etappe  Tour de France

1977
- Gran Premio Montelupo

1978
- drei Etappen Tour de Suisse

1979
- Gesamtwertung und zwei Etappen Baskenland-Rundfahrt
- eine Etappe und Bergwertung Tour de Suisse
- Bergwertung Tour de France
- Trofeo Matteotti
- Trofeo Pantalica

1980
- Mailand–Turin
- eine Etappe  Giro d’Italia

1981
- Gesamtwertung und eine Etappe Vuelta a España
- Gesamtwertung und eine Etappe Giro d’Italia

## Grand-Tour-Platzierungen
| Grand Tour            | 1973 | 1974 | 1975 | 1976 | 1977 | 1978 | 1979 | 1980 | 1981 | 1982 | 1983 | 1984 |
| --------------------- | ---- | ---- | ---- | ---- | ---- | ---- | ---- | ---- | ---- | ---- | ---- | ---- |
| Vuelta a EspañaVuelta | –    | –    | –    | –    | –    | –    | –    | –    | 1    | –    | –    | –    |
| Giro d’ItaliaGiro     | 3    | 6    | 18   | –    | 46   | DNF  | –    | 3    | 1    | –    | –    | 50   |
| Tour de FranceTour    | –    | –    | DNF  | DNF  | –    | –    | 6    | –    | –    | –    | –    | –    |